# Chelonus apicalis
Chelonus apicalis är en stekelart som först beskrevs av Papp 1971.  Chelonus apicalis ingår i släktet Chelonus och familjen bracksteklar. Inga underarter finns listade i Catalogue of Life.